# Marcial Humberto Guzmán Saballos
Marcial Humberto Guzmán Saballos (* 15. Februar 1965 in Tola, Departamento Rivas) ist ein nicaraguanischer Geistlicher und römisch-katholischer Bischof von Juigalpa.

## Leben
Marcial Humberto Guzmán Saballos absolvierte vor dem Eintritt in das Priesterseminar ein wirtschaftswissenschaftliches Studium und arbeitete bei einer Bank. Seine philosophischen und theologischen Studien absolvierte er am Nationalseminar in Managua. Am 4. Dezember 1993 empfing er das Sakrament der Priesterweihe für das Bistum Granada.
Nach weiteren Studien an der Lateranuniversität in Rom erwarb er das Lizenziat in Kanonischem Recht. Neben verschiedenen Aufgaben in der Pfarrseelsorge war er zeitweise Regens des Diözesanseminars in Granada. Außerdem war er Bischofsvikar für die Seelsorgezonen Boaco und Rivas sowie Offizial des Bistums Granada. Seit 2017 war er Kanzler der Diözesankurie und Rektor des Nationalheiligtums Jesús del Rescate in Popoyuapa.
Papst Franziskus ernannte ihn am 24. September 2020 zum Bischof von Juigalpa. Die Bischofsweihe empfing er am 5. Dezember desselben Jahres in der Kathedrale von Juigalpa.